# 유전자 치료

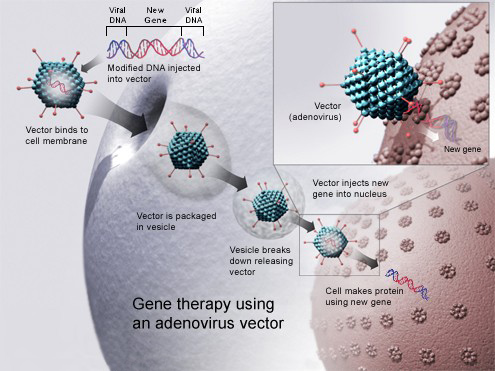
아데노 바이러스 벡터를 이용한 유전자 치료. 아데노 바이러스는 새로운 유전자를 세포에 도입할 것이고, 이 것이 성공한다면 새로운 유전자는 새로운 기능을 통해 질병을 치료할 것이다.

유전자 치료(遺傳子治療, 영어: gene therapy)란 비정상 유전자를 정상 유전자로 대체시켜 유전적 결함을 치료하거나 새로운 기능을 추가하는 획기적인 치료법이다. 1980년대부터 시도되었고, 1990년대에 들어서 성공 사례들이 보고되기 시작되었다. 성공 사례가 보고된 1989년 이래로 2016년 2월까지 2,300여 건의 임상 시험이 수행되었으며 그 중 절반 이상이 임상 1단계에서 실시되었다. 2017년 기준으로 Spark Therapeutics사의 Luxturna (RPE65 돌연변이성 흑내장 치료제)와 Novartis사의 Kymriah (키메라 항원 수용체 T 세포 치료제)는 FDA가 승인한 최초의 유전자 치료제로 시장에 진입했다. 이후 Novartis사의 Zolgensma, Alnylam사의 Patisiran 등의 의약품도 타사의 유전자 치료제와 함께 FDA 승인을 받았으며 이의 대부분은 아데노 관련 바이러스(AAV) 및 렌티바이러스를 유전자 전달체로 사용하였다.
넓은 의미에서, 환자의 유전자를 포함한 유전체 구성에 변화를 초래하는 모든 의료절차가 유전자 치료로 간주된다. 근본적으로 유전자 치료의 목적은 유전 질환을 앓고 있는 사람의 유전적 결함을 교정하는 데 있다. 치료법에는 체세포 유전자 치료와 생식 세포 유전자 치료 두 가지가 있다. 체세포 유전자 치료는 특정 기관 또는 조직에 생긴 유전적 결함을 치료하는 것이다. 그리고 생식 세포 유전자 치료는 난자, 정자 또는 수정란을 사용하여 교정된 유전자를 갖춘 개체를 만드는 것이다. 이러한 치료 방법을 통해 형성된 유전적 변화는 다음 세대에 전달될 수 있기 때문에 심각한 사회적, 윤리적 논란이 대두되고 있다.

## 연구 배경
유전자 치료는 1972년 인간 유전자 치료 연구를 시작하기 전에 주의부터 촉구한 한 저자에 의해 처음 개념화되었다.
유전자 치료에서의 첫 번째 시도는 1980년 7월 10일에 마틴 클라인 (Martin Cline)에 의해 수행되었다. Cline은 환자의 유전자 중 하나가 6개월 후에 활성화되었다고 주장하지만, 이 데이터를 공개하지 않았고, 공개했다고 하더라도 베타 지중해 빈혈(β-thalassemia) 치료에 도움이 되지 않았을 것이기에 그의 연구 결과는 설득력을 잃었다. 1980년대의 실험동물에 대한 광범위한 연구와 1989년 박테리아 유전자 도입 실험의 성공을 통해 1990년 9월 14일 아샨티 데실바(Ashanti DeSilva)가 중증면역결핍증을 치료받은 사례가 첫 번째 성공 사례로 알려져 있다.
영구적인 유전적 변화를 일으킨 최초의 체세포 유전자 치료는 1993년에 보고되었다. 유전자 치료는 유전적 결함을 그 근원에서 고치는 방법이다. DNA와 RNA를 포함하는 외래의 고분자는 단백질로 번역되거나, 표적 유전자 발현을 방해하거나, 유전자 돌연변이를 바로 잡을 수 있다. 가장 일반적으로는 돌연변이 유전자를 대체할 기능적 치료 유전자(예를 들면 정상적인 유전자)를 암호화하는 DNA를 사용한다. 이 DNA는 세포 내에서 분자를 운반하는 벡터(vector)내에 포장되어 있다.
초기의 임상실험에서의 실패는 유전자 치료에 대한 무관심으로 이어졌다. 2006년 이래로 임상실험의 성공은 연구자들의 관심을 불러일으켰지만, 2014년까지는 여전히 신뢰를 얻지 못하는 그야말로 실험적인 기술이었다. 이러한 실험적인 기술이었던 유전자 치료는 시신경 위축병(Leber disease) 맥락막 위축(choroideremia),, X-연관 중증 면역결핍증, ADA(Adenosyl deaminase)-중증면역결핍증, 부신백질이영양증, 망막 질환의 치료 등에 이루어졌다. 만성 림프성 백혈병 (CLL) , 급성 림프구성 백혈병(ALL), 다발성 골수종(multiple myeloma), 혈우병(Haemophilia), 파킨슨 병(Parkinson 's disease) 등의 유전자 치료에 2013년부터 2014년 4월까지 미국의 기업들은 6억 달러 이상을 투자했다.
최초의 상업적 유전자 치료제인 Gendicine은 2003년 중국에서 암 치료제로 승인을 받았다. 2011년에 Neovasculgen은 러시아에서 중요한 사지허혈을 포함하여 말초동맥질환 치료를 위한 최초의 유전자 치료제로 등록되었다. 희귀 유전 질환 치료제인 글리베라(Glybera)는 유럽 위원회(European Commission)의 승인을 거쳐 유럽과 미국을 통틀어 임상 용도로 승인 된 최초의 유전자 치료제가 되었다.
지금까지의 의학, 임상적 치료는 질병이 발병한 후에 해당 질병의 물리적으로 원인을 제거하거나 유기 합성을 통해 만들어진 화합물을 투여하여 질병의 원인이 되는 물질을 억제하는 방법들이 주류를 이루었다. 유전자 치료의 경우는 질병을 가진 개체의 유전체 자체를 변화시켜 질병의 원인을 제거하거나 비정상적인 기능을 보이는 유전자들이 제 기능을 찾을 수 있도록 돕는 치료 방법으로, 기존의 치료 방법과 다르게 질병의 원인 자체를 조절할 수 있다는 장점을 가진다.
초기의 유전자 치료에 대한 연구는 주로 결함이 있는 유전자를 대체하거나 파괴하는 방법에 중점이 맞추어졌다. 그 중에서도 단일 유전자 돌연변이로 일어나는 비교적 단순한 질병의 치료에 집중했다. 현재는 단일 유전자 변이의 교정에 그치지 않고 유전자 가위 등을 이용하여 유전체를 편집하고, 원하는 유전자의 발현을 가속화할 수 있는 방법까지도 연구되고 있다.

### 원리와 방법
유전자 치료의 간단한 원리는 바이러스 벡터를 운반체로 하여 DNA, RNA를 포함하는 환자가 필요로 하는 고분자를 환자의 유전체에 도입시켜주는 것이다. 일반적으로는 바이러스 벡터를 정맥에 주사하는 방법을 이용한다. 인체 피해를 최소화 하도록 조작된 바이러스를 이용해 DNA를 도입했음에도 불구하고, 바이러스에 의한 피해는 여전히 유전자 치료의 부작용으로 꼽히고 있다.
초기에는 주로 원하는 단백질을 발현시키는 유전자를 투여하는 데에 중점을 두었고, 기술이 발전함에 따라 3세대 유전자 가위인 CRISPR 등을 사용하여 직접적인 유전체 편집을 시도하는 방향으로 연구가 진행되었다. 바이러스 벡터는 환자의 유전체에 유전자를 직접 도입하고, 원하는 단백질을 발현할 수 있게 하거나 핵산 분해효소(CRISPR 등)를 발현하여 환자가 치료효과를 얻을 수 있도록 한다. 기존의 연구는 1980년대 후반부터 꾸준히 진행되었고, 유전자 가위를 이용한 유전자 치료는 2010년대에 보고되기 시작했다.

## 세포의 종류

### 체세포
체세포 유전자 치료(SCGT)에서 치료에 필요한 유전자는 배아 세포, 배우자 세포 또는 미분화 줄기 세포가 아닌 다른 세포로 옮겨진다. 그러한 유전체 변형은 개개인에게만 영향을 미치며 자손에게 유전되지 않는다. 체세포 유전자 치료법은 질병을 치료하기 위해 치료용 DNA를 사용하는 기본적인 치료법이다.
미국에서는 체세포 유전자 치료를 이용한 600 건이 넘는 임상 시험이 진행 중이다. 이 치료는, 면역 결핍증, 혈우병, 지중해 빈혈 및 낭포성 섬유증을 비롯한 심각한 유전 질환에 중점을 두고 있다. 이러한 단일 유전자 질환은 체세포 치료를 위한 좋은 후보군이다. 하지만 유전 질환의 완전한 교정이나 여러 유전자의 대체는 아직 가능하지 않다.

### 생식세포
생식세포 유전자 치료(GGT)에서, 생식세포(정자 또는 난자 세포)는 기능 유전자를 그들의 유전체로 도입함으로써 변형된다. 생식세포를 수정하면 해당 생물체의 모든 세포가 변형 된 유전자를 포함하게 된다. 그러므로 이러한 생식세포 유전자 치료에 의한 유전체의 변화는 유전되어 다음 세대로 넘어간다. 호주, 캐나다, 독일, 이스라엘, 스위스, 네덜란드 등의 국가는 SCGT와 비교하여 미래 세대에 발생할 수 있는 위험에 대한 지식과 기술의 부족 및 윤리적 이유로 생식세포 유전자 치료가 인간에게 적용되는 것을 금지하고있다. 하지만 미국은 생식세포 유전자 치료를 포함하는 인간의 유전자 변형(치료)을 다루는 연방 정부의 통제가 없다.

### 줄기세포
기존의 유전자 치료 방법은 대부분 체세포를 타겟으로 한 유전자 치료였다. 이러한 방법들은 치료 효과가 오래가지 않아 주기적으로 치료를 받아야 하는 번거로움이 있었다. 하지만 자기 재생 능력을 갖는 줄기세포를 이용하여 유전자 치료를 하게 되면, 원하는 유전자를 갖는 세포가 오랜 시간 체내에 남아있기 때문에 이러한 번거로움을 줄일 수 있다는 장점을 가진다. 줄기세포를 이용한 유전자 치료는 2010년대에 들어 보고가 되기 시작했으며, 현재까지 조혈모세포(hematopoietic stem cell), 신경줄기세포(neural stem cell) 그리고 중간엽 줄기세포(mesenchymal stem cell)을 이용하여 여러 질병들을 치료했다고 보고되었다. 자세한 내용은 줄기세포 문서의 유전자 치료 항목에서 다루고 있다.

## 유전자 전달체/운반체
DNA를 세포 내로 운반하는 방법은 여러 가지가 있다. 두 가지 주된 방법은, 재조합 바이러스 (바이러스 벡터) 및 히스톤이 제거된 DNA(naked DNA) 또는 DNA 복합체(비 바이러스) 방법이다.

### 바이러스 벡터
바이러스는 복제를 위해 유전 물질을 숙주세포에 도입하여 숙주의 세포 기관을 속여 이를 바이러스 단백질을 발현하는 도구로 사용한다. 레트로 바이러스(retrovirus)는 유전물질을 숙주 세포의 유전체로 복사한다. 과학자들은 바이러스의 유전물질을 치료용 DNA로 대체하는, 즉 바이러스를 DNA의 운반체로 사용하는 방법을 이용한다. 레트로 바이러스, 아데노 바이러스(adenovirus) 그리고 렌티 바이러스(lentivirus) 등이 이에 이용된다. 바이러스의 유전 물질(DNA 또는 RNA)처럼, 치료용 DNA는 자연적으로 분해되거나 분해되어 숙주의 게놈에 들어갈 수 있도록 설계되어 감염된 숙주 세포 DNA에 영구적으로 귀속된다.

### 비 바이러스
비 바이러스 방법은 바이러스 벡터를 이용하는 방법에 비해 면역 반응에 의한 피해가 적고, 대량 생산이 가능하다는 장점을 가진다. 그러나, 비 바이러스 방법은 바이러스 벡터를 이용하는 방법보다 낮은 형질 전환 혹은 유전자 발현 효율을 보였고 이에 따라 낮은 치료 효과를 보였다. 최근에는 세포 특이 표적화 및 세포내 수송 제어 등의 새로운 기술들을 도입하여 이러한 문제를 보완할 수 있다는 가능성을 제시하는 연구들이 보고되고있다.
비 바이러스 유전자 치료법은 히스톤이 제거된 DNA 직접 주입, 전기 천공법(electroporation), 유전자 총(gene gun), 초음파 천공법(sonoporation), 자기장을 이용한 자기주입법(magnetofection), 올리고 뉴클레오타이드(oligonucleotides), 리포솜 내에 약물을 넣는 방법(lipoplexes), 덴드리머 및 무기(inorganic) 나노 입자의 사용을 포함한다.

## Ex vivo와In vivo의차이점
보건복지부, 한국보건산업진흥원, 과학기술정보통신부에서 공동 발간한 '첨단 바이오의약품 산업백서'에 의하면, 유전자 치료제는 전달 기술에 의한 분류, 유전자 치료제의 제조 공정에 의한 분류 등으로 다양하게 구분될 수 있으나, 일반적인 큰 개념의 분류는 체외 ex vivo와 체내 in vivo로 유전자 치료제를 구분된다.

### 생체 내In vivo유전자 치료제
생체 내 유전자 치료는 치료 유전자를 포함하고 있는 유전자 전달 벡터를 환자의 몸에 직접 주입하면, 주입된 유전자 전달 벡터가 타깃 세포로 들어가서 치료 유전자가 활성화됨으로써, 치료 효과를 얻게 되는 방법이다. 장점으로는 Ex vivo 유전자 치료에서처럼 환자의 세포를 채취하고, 유전자가 도입된 세포를 다시 몸 속으로 넣어주는 번거로운 과정이 필요없다. 하지만, 이 방법의 경우 원하는 타깃 이외의 조직이나 장기에서 치료유전자가 발현되는 '오프 타깃 효과(Off-Target Effect)'가 일어날 수 있다. 또한 면역반응에 있어 민감하게 반응하기 때문에 안전성 문제가 일어나기도 한다. 실제로 오르니틴 트랜스카르바밀라아제 결핍증 (Ornithine Transcarbamylase Deficiency) 치료제 개발을 위한 아데노 바이러스 벡터 치료제 임상 시험에서 Jesse Gelsinger가 전신 염증 반응으로 사망하자 미국 전역에서 유전자 치료제 임상 시험이 일시적으로 중단되었던 적이 있었다. 2022년 현재에는 생체 내 및 생체 외 치료제가 모두 안전한 것으로 간주된다.

### 생체 외Ex vivo유전자 치료제
체외 유전자 치료법이란 환자의 몸에서 유전자를 전달하고자 하는 세포를 채취한 후, 이 세포에 치료 유전자를 전달한 다음, 다시 세포를 환자의 몸 속으로 넣어줌으로써 치료 효과를 얻게 되는 방법이다. 장점은 In vivo 유전자 치료의 단점인 '오프 타깃 효과' 및 바이러스 전달체에 의해 유발될 수 있는 면역반응을 최대한 줄일 수 있다. 또한 체외에서 유전자를 전달한 후 환자에게 다시 주입하기 전에, 형질 전환된 세포에 대해서 선별, 증식, 품질 평가를 수행할 수 있으므로, 추가적인 안전성 및 효능을 확보하는 것이 가능하다. 레트로바이러스(Retrovirus) 벡터 또는 렌티 바이러스(Lentivirus) 벡터를 이용하는 경우 주로 사용된다.

## 한계
해결되지 않은 문제들이 많은데, 해결되지 않은 문제 중 일부는 다음과 같다.

### 짧은 치료 효과 기간
유전자 치료 요법이 영구적인 치료법이 되기 위해서는 표적 세포에 도입된 치료용 DNA가 지속적으로 기능을 유지해야 하며 치료용 DNA가 들어있는 세포가 안정적이어야 한다. 유전체에 치료용 DNA를 도입하는 것과 급속히 분화하는 세포들의 특성으로 인해 지속적인 효과를 얻지 못하는 문제가 있다.
면역 반응
이물질이 인체 조직에 유입될 때마다 면역계가 자극되어 침입자를 공격하는 면역 반응이 일어난다. 면역계가 이전에 보았던 바이러스에 대한 면역 반응의 향상은 반복된 치료의 효과를 감소시킨다.

### 다발 장애
심장병, 고혈압, 알츠하이머 병, 관절 및 당뇨병과 같이 흔히 발생하는 장애는 단일 유전자 질병과는 달리 여러 가지 유전자의 변이에 의해 영향을 받는다.

### 삽입 돌연변이 유발
DNA가 종양 억제 유전자와 같은 유전체의 민감한 위치에 도입되면 종양을 유도 할 수 있다. 이러한 삽입 돌연변이는 조혈모세포에 레트로 바이러스를 이용하여 교정된 유전자를 도입해, X-linked severe immunodeficiency (X-SCID) 환자를 치료하는 임상 시험에서 발생했으며 이로 인해 20 명의 환자 중 3명에서 T세포 백혈병이 발병했다. 한 가지 해결 방법은 도입될 DNA에 기능성 종양 억제 유전자를 추가하는 것이다. 이것은 DNA가 길수록 세포의 유전체에 도입되는 것이 어렵기 때문에 치료 효과를 낮출 수 있다는 문제를 가지고 있다.

### 비용
일반적으로 유전자 치료는 비용이 높다. 예를 들어 지질 단백질 분해효소(lipoprotein lipase) 결핍 치료제인 Alipogene tiparvovec 또는 글리베라는 환자 당 160만 달러(한화 약 17억원)의 비용으로 2013년에 세계에서 가장 값 비싼 약으로 보고되었다.

### 죽음
유전자 치료 임상 시험에서 3명의 환자의 사망이 보고되었다. Jesse Gelsinger는 면역 거부 반응으로 사망했고, X-SCID 환자 한 명이 2003년에 백혈병으로 사망했다. 2007년 류마티스 관절염 환자가 발병하였다. 하지만 후속 연구는 그들의 사망이 유전자 치료와 관련이 없다고 결론 지었다.

## 역사

### 1970년대
1972년 프리드먼(Friedmann)과 로빈(Roblin)은 "인간의 유전병에 대한 유전자 치료법"이란 제목의 과학서적을 저술했다. 로저스(Rogers)는 유전적 결함을 가진 사람들의 DNA를 외부의 DNA를 이용해 치료하는 방법을 제안했다.

### 1980년대
1984년 레트로 바이러스를 이용하여 포유류의 염색체에 효율적으로 외래의 유전자를 삽입하는 방법이 보고되었다.

### 1990년대
미국에서 최초로 승인된 유전자 치료 임상 연구는 1990년 9월 14일 국립 보건원(NIH)에서 윌리엄 프렌치 앤더슨(William French Anderson)의 지시하에 진행되었다. 4세의 아샨티 데실바 (Ashanti DeSilva)는 심각한 면역체계 결핍에 의해 발생하는 중증 면역 결핍증을 치료받았다. 결함을 가진 환자의 혈액세포가 외래의 DNA로 대체되었다. 아샨티의 면역체계는 치료로 부분적으로 회복되었다. 하지만 앞서 언급한 것과 같이 결핍되었던 효소의 생성은 일시적으로만 발현되었고, 이러한 정상 기능 유전자를 발현하는 새로운 세포는 생성되지 않았기 때문에, 환자는 2달마다 주사를 통해서만 질병으로부터 자유로운 생활이 가능했다.
암 유전자 치료는 1992/93년에 도입되었다. 치명적인 악성 뇌종양인 다형성 교모세포종(glioblastoma multiforme)의 치료는 안티센스 인슐린 유사 성장인자-1(IGF-I) RNA(1993년 11월 24일 미국 국립보건원 프로토콜 No.1602 및 1994년 미국 식약청(FDA)승인 임상 시험)를 이용하여 수행되었다. 안티센스 RNA를 투여하게 되면 상보적인 RNA와 결합하여 번역을 막고, 이들의 결합체는 RNase에 의해 분해되게 된다. 또한 이 치료법은 강력한 면역 및 세포 사멸 현상과 관련된 안티센스 인슐린 유사 성장인자-1 RNA의 항 종양 기전으로 인해 암 면역 제제 치료의 시초가 되었다.
1992년 Vita-Salute San Raffaele 대학의 Claudio Bordignon은 유전 질환을 가진 환자의 유전체를 교정하기 위해 조혈모세포를 최초로 이용했고, 이러한 컨셉의 연구는 2002년 아데노신 탈 아미노화 효소(adenosine deaminase deficiency, ADA-SCID)의 돌연변이로 인한 중증 면역결핍증(ADA-SCID) 치료의 성공에 기여했다. 하지만 프랑스 파리에서 아데노신 탈 아미노화 효소의 돌연변이로 인한 중증 면역결핍증(ADA-SCID)에 대해 유전자 치료를 받은 10명의 어린이 중 2명이 백혈병과 유사한 증상을 보이자, SCID(중증 면역결핍 또는 "버블 보이"질병)를 앓고있는 어린이들을 유전자 치료로 접근하는 것이 옳은지에 대해 의문이 제기되었다. 임상 시험은 2002년 일시적으로 중단되었지만 미국, 영국, 프랑스, 이탈리아, 독일에서 치료 과정에 대한 규제 검토를 거쳐 재개되었다.
1993년 앤드류 고베(Andrew Gobea)는 태어나기 전 유전자 스크리닝을 통해 중증 면역결핍증을 판정받았다. 출생 직후 치료를 위해 그의 어머니의 태반과 탯줄의 혈액에서 조혈모세포를 획득하였다. 그리고 ADA를 코딩하는 대립 유전자를 획득하여 레트로 바이러스에 삽입하였다. 앞서 얻은 조혈모세포와 ADA가 도입된 레트로 바이러스를 섞어 레트로 바이러스의 ADA가 조혈모세포의 유전체로 도입되게 하였고, 이렇게 얻은 ADA를 포함하는 조혈모세포를 앤드류의 혈액에 주입하는 것 뿐 아니라 매주 ADA를 직접 주사해주는 방법으로 치료가 진행되었다. 4년간 조혈모세포로부터 생산된 T세포(백혈구)는 정상적인 ADA 유전자를 이용하여 ADA 효소를 만들었다.
1999년 제시 겔 싱어(Jesse Gelsinger)의 임상 시험상에서의 사망은 유전자 치료 연구에 대한 회의적인 시각을 불러 일으켰다. 결과적으로, 미국 식약청은 윤리 및 절차에 대한 재평가가 진행되기까지 여러 임상 시험을 중단했다.

### 2000년대
2002년 Wiley 유전자 치료의 임상 시험에서 안티센스 인슐린 유사 성장인자-1 RNA의 암 유전자 치료 전략을 기존의 것에서 안티센스/삼중나선 인슐린 유사 성장인자-1 접근법으로 수정하였다. J. Trojan이 이끄는 유전자 치료를 위한 미국, 프랑스 그리고 폴란드로 이루어진 NATO Science Programme에 의해 수행된 이 접근법은 교모세포종(glioblastoma), 간, 대장, 전립선, 자궁, 난소암 등 6가지의 악성 종양 치료에 좋은 효과를 보였다. 이 안티센스/삼중나선 치료는 전사 및 번역 수준에서 동시에 인슐린 유사 성장인자-1의 발현을 중단시키고 종양에 저항하는 면역 반응 및 세포 사멸 현상을 강화하여 이러한 질환들을 치료한다.
2002년 쥐에서 겸상 적혈구 빈혈(Sickle cell disease)을 치료할 수 있음이 알려졌다. 쥐의 경우, 인간의 경우와 같은 유전적 결함을 가지고 이런 질환 증상은 쥐에서 바이러스 벡터를 통해 태어난 직후까지만 생산되는 태아 상태의 헤모글로빈을 도입하는 방법으로 치료가 가능했다. 이전까지, 인간의 경우에는 수산화요소(hydroxyurea)를 이용하여 태아 상태의 헤모글로빈 생산을 유도해 겸상 적혈구 빈혈의 증상을 일시적으로 완화시킬 수 있었다. 연구자들은 이러한 hydroxyurea를 이용하는 방법보다 바이러스 벡터를 이용해 태아 상태의 헤모글로빈을 도입하는 방법이 보다 영구적이고 효율적인 치료 방법임을 제시했다.
잘못된 유전자로부터 전사된 전령 RNA(messenger RNA, mRNA)를 고치는 새로운 유전자 치료의 접근법이 제안되었다. 이 기술은 지중해 적혈구 빈혈병, 낭포성섬유증(cystic fibrosis) 그리고 몇몇 암의 치료에 사용되었다.
연구자들은 치료에 필요한 DNA를 감싸는 리포솜(liposome)을 25나노미터 수준으로 만들어 핵막을 통해 전달할 수 있는 방법을 보고했다.
2003년 한 연구팀은 혈액-뇌 장벽(Blood-Brain Barrier, BBB)을 가로지를 수 있을만큼 작은 폴리에틸렌 글리콜(polyethylene glycol)이라는 고분자로 코팅 된 리포솜(liposome)을 사용하여 최초로 뇌에 유전자를 도입했다. 기존의 바이러스 벡터를 이용해 유전자를 도입하는 방법으로는 불가능했던 일이다.
짧은 가닥의 간섭 RNA(short interfering RNAs, siRNA)는 세포에 의해 특정 서열의 RNA를 분해하는데 사용되는데, siRNA가 잘못된 유전자로부터 복사 된 RNA와 상보된 서열을 갖도록 설계된다면, 그 유전자의 RNA는 siRNA와 결합하여 분해되어 비정상적인 단백질은 생산되지 않는다.
조작된 아데노 바이러스를 사용하여 종양 억제 유전자 p53을 전달하여 암을 치료하는 Gendicine은 2003년 중국에서 두경부 편평상피암(head and neck squamous cell carcinoma)의 유전자 치료제로 승인을 받았다.
2006년 3월, 연구자들은 골수세포에 영향을 미쳐 면역 체계에 피해를 입히는 X-연관 만성 육아종증을 가진 어른 2명을 유전자 치료를 통해 치료에 성공했다고 보고했다. 이 보고는 골수의 면역체계를 유전자 치료를 통해 치료할 수 있음을 보인 첫 번째 사례이다.
5월, 한 팀은 면역 체계가 외래 유전자를 거부하는 반응을 방지하는 방법을 보고하였다. 면역 체계는 장기 이식에서와 마찬가지로 외래의 유전자를 가진 세포를 외부의 것으로 인식하여 이를 거부하며, 이는 유전자 치료의 효율을 낮춘다. 이 연구팀은 그 때까지는 알려져있지 않던, microRNA에 의해 조절되는 유전자들의 상호작용을 이용했다. microRNA가 면역 체계로 하여금 외래 유전자를 찾는 데에 도움을 주었기 때문에, 쥐에서 면역 세포에서 발현하는 microRNA의 목표 서열을 도입해 microRNA의 작용을 막자 더 이상 외래 유전자를 거부하는 반응을 보이지 않았다.
8월, 연구자들은 킬러 T 세포가 암세포를 공격하도록 유전적 변화를 유도해 전이성 흑색종(metastatic melanoma)을 가진 2명의 환자를 치료했다.
11월, 연구자들은 HIV 바이러스의 표면을 암호화하는 유전자와 상보적인 유전자를 렌티바이러스(lentivirus)를 통해 도입함으로써 HIV를 제거하는 면역치료제(VRX496)를 보고했다. 레트로 바이러스를 이용한 치료에 효과를 보지 못한 5명의 만성 HIV 감염 환자를 대상으로 임상 1상이 진행되었고, 이 시험에서 이들은 자신에게서 유래한 CD4 T 세포를 VRX496을 이용하여 유전적으로 변형시켜 다시 정맥으로 주사하는 치료를 받았다. 5명 중 4명의 환자에서 CD4 T 세포의 숫자가 증가함을 확인했고, 바이러스 수치 역시 낮아지거나 안정한 상태를 유지하는 등 치료의 효능이나 안정성에서 문제가 없음을 보였다. 이 다섯명의 환자 모두 HIV 항원 뿐 아니라 다른 병원균에도 강해진 면역반응을 보여주었다. 이 시험은 미국에서 인간의 치료를 위해 렌티 바이러스가 허용된 첫 시험이었다.
2007년 5월 연구자들은 처음으로 선천적인 망막 질병을 치료하기 위해 유전자 치료법을 사용했다. 23세의 영국인 로버트 존슨(Robert Johnson)이 이 치료를 받았다.
2008년 레버 병(Leber's congenital amaurosis)은 RPE65 유전자의 돌연변이로 인해 선천적으로 눈이 머는 질병이다. 아이들을 상대로 아데노 바이러스 바이러스에 RPE65 유전자를 도입한 임상 시험 결과가 4월 처음 보고되었다. 5월에 다른 두 연구팀의 독립적인 임상에서 이러한 방법을 이용한 유전자 치료가 효과를 보였음을 보고하였다. 총 3개의 임상 시험에서 환자들은 명확한 부작용을 겪지 않은 채 시각 능력을 회복하였다.
2009년 9월, 연구자들은 다람쥐 원숭이(squirrel monkey)에게 3가지의 색을 볼 수 있는 능력을 주었다. 11월에는 ABCD1 유전자의 돌연변이로 생기는 치명적인 질병으로 알려진 부신백질이영양증(adrenoleukodystrophy, ALD)을 가진 두 명의 어린이를 렌티 바이러스를 이용한 ABCD1 유전자의 도입을 통해 치료에 성공했다.

### 2010년대
2010년 4월, 늙은 개들에서는 효과를 크게 보진 못했지만, 색맹(achromatopsia)을 가진 어린 개들의 원추형의 광수용체를 유전자 치료를 통해 치료하자 광수용체의 기능 뿐 아니라 낮 동안의 시각 능력이 최소 33개월 이상 회복되었다는 논문이 보고되었다.
9월, 선천적으로 베타 헤모글로빈을 만들어내지 못해 평생 수혈을 받으면서 살아가야하는 것으로 알려진 베타-지중해성 적혈구 빈혈을 가진 18세의 환자가 성공적으로 치료되었음이 보고되었다. 이 시험에서 역시 렌티 바이러스를 이용하여 베타 글로빈 유전자를 도입해 환자 유래의 혈액 및 골수세포에 넣어주었다. 환자의 헤모글로빈 수치는 9-10g/dL로 안정한 수치를 보여주었고, 더 이상 수혈을 필요로 하지 않았다. 긍정적인 결과로 인해, 이후의 임상이 예정되었다. 당시까지만해도 이 질병에 대한 치료 방법은 골수이식 뿐이었는데, 약 75%의 환자가 그들에게 호환되는 골수를 찾지 못했었다.
2011년
2007년과 2008년, HIV 치료를 받았던 환자가 HIV가 세포에 도입될 때 이용하는 것으로 알려진 C-C 케모카인 수용체-5(C-C chemokine receptor type 5)의 돌연변이를 가진 조혈모세포 이식을 시도했다. 의학계가 찬성하기는 했으나, 이 치료는 몸에 있는 골수를 모두 제거해야하는 위험한 시험이었다.
8월 3가지 예비 시험 중 2가지가 만성 림프 구성 백혈병(chronic lymphocytic leukemia, CLL)을 완치 시켰음이 확인되었다. 이 치료에는 질병을 유발하는 CD19 단백질을 공격하도록 유전적으로 변형된 T 세포가 이용되었고, 2013년 이 치료를 통해 59명 중 26명의 환자가 병으로부터 완벽히 회복했고, 암으로부터 자유로운 상태를 유지했다.
인간의 간세포 성장인자(hepatocyte growth factor, HGF)를 이용한 심근(cardiomyocytes)의 유전자 치료는 관상동맥질환(coronary artery disease)과 심근경색(myocardial infarction) 이후 심장의 손상에 대한 치료 방법로 시험되고 있다.
2011년 Neovasculgen은 하지허혈(limb ischemia)을 동반하는 말초동맥질환(peripheral artery disease)의 유전자 치료제로, 유전자 치료제로는 처음으로 러시아에서 승인되었다. 이 치료제는 인간의 혈관표피형성인자(Vascular endothelial growth factor, VEGF)를 암호화하는 유전자를 운반한다.
2012년 7월 FDA는 10명의 환자를 포함하는 적혈구성 빈혈병에 대한 임상을 허가했다. 이 연구는 2015년까지 계속되었다.
7월, 유럽의약청(European Medicines Agency)은 유럽과 미국 중 처음으로 유전자 치료요법 승인을 권고했다. 심각한 췌장염 등을 일으킬 수 있는 지질단백질 분해효소(lipoprotein lipase)의 결핍을 치료하는 글리베라(Glybera)에 대한 승인이 권고되었고 그 후 2014년 후반기에 시판되었다. 2012년, 글리베라 치료를 받기 위해서는 160만 달러(한화 약 17억원)가 필요했고, 2015년에는 100만 달러(약 11억원)로 줄어들었지만 여전히 세계에서 가장 비싼 의약품이다. 2016년에는 단 한명의 환자만이 이 치료제로 치료를 받은 것으로 알려졌다.
12월, 다발성 골수종(multiple myeloma)을 가진 환자들에게 골수종에서만 발현하는 항원인 NY-ESO-1과 LAGE-1을 목표물로 잡을 수 있도록 유전적으로 변형된 T 세포를 주사하자, 3개월 후 13명 중 10명의 환자에서 완벽에 가까운 질병 완화효과를 보였다는 결과가 보고되었다.
2013년 3월, 급성 림프성 백혈병(acute lymphocytic leukemia)를 가진 환자들에게 표면에 CD19를 발현하는 B 세포들을 공격하는 유전적으로 변형된 T 세포를 주사하자, 5개월에서 2년 후 5명의 환자 중 3명의 환자에서 완벽에 가까운 질병 완화효과를 보였다는 결과가 보고되었다. 연구자들은 환자들이 골수까지 받았기 때문에 그들의 면역 체계가 몇달 후면 정상적인 T 세포와 B 세포를 만들어낼 것이라고 믿었다. 하지만 한 환자는 병이 재발하여 사망하였고, 한 환자는 병과는 무관한 혈전(blood clot)으로 사망하였다.
4월, 임상 1상에서 긍정적인 결과를 얻었기 때문에 연구자들은 몇몇 병원의 250명의 combat heart disease 환자를 통해 임상 2상을 시작하겠다고 밝혔다. 치료는 심장 근육에 있는 단백질인 SERCA2를 증가시켜 심장 근육의 기능을 강화시키는 방향으로 고안되었다. FDA는 임상을 승인했지만 2016년, 이 치료는 효과가 없다고 보고되었다.
7월, 연구자들은 2가지의 심각한 유전질환을 가지는 6명의 어린이들이 7-32개월 동안 렌티 바이러스를 이용한 유전자 치료를 받아 좋은 예후를 얻게 되었다고 보고했다. 임상에 참여한 6명의 아이들 중 3명의 아이들은 감각과 근력을 잃어버리는 이염백색질장애(metachromatic leukodystrophy)를 가진 아이들이었고, 다른 3명의 아이들은 감염으로부터 취약해지는 것 뿐 아니라 자가면역 질환과 암을 일으키게되는 Wiskott-Aldrich 증후군을 가진 아이들이었다. 좋은 결과를 얻은 앞선 6명의 아이들 뿐 아니라 후속된 6명의 Wiskott-Aldrich 증후군을 가진 아이들에 대한 임상에서도 좋은 예후를 보였다.
10월, 연구자들은 면역 체계가 전혀 일을 하지 못해 "bubble children"으로도 알려진 아데노신 탈아미노화효소 결핍으로 인한 중증 면역결핍증(ADA-SCID)을 가진 채 태어난 2명의 아이들을 유전적으로 변형된 줄기세포로 18개월 동안 치료하자 그들의 면역 체계가 완전히 회복되었다고 보고했다. 나머지 3명의 아이들 역시 좋은 예후를 보이고 있다. 2014년 ADA-SCID를 가진 18명의 어린이가 추가적으로 치료를 받아 완치되었다.
역시 10월에 연구자들은 6명의 혈우병(hemophilia) 환자를 2011년 초부터 치료해왔다고 보고했고, 2년 후인 2013년 6명의 환자 모두 혈액을 응고시키는 인자(clotting factor)를 생산할 수 있게되었다고 보고했다.
2014년 1월 연구자들은 6명의 이전까지 알려진 치료방법 없이 시야를 잃어가는 질병인 맥락막 결여(choroideremia)를 가진 환자들이 Rab Escort Protein 1(REP1)을 암호화하는 유전자가 도입된 아데노 바이러스를 이용하여 치료받았다고 보고했다. 6개월-2년의 치료 후 이들은 모두 시야를 되찾을 수 있었고, 2016년 32명의 환자가 추가로 이 치료를 통해 긍정적인 결과를 얻었다.
3월, 연구자들은 12명의 HIV환자가 2009년부터 앞서 언급한 HIV가 숙주 세포로의 감염에 이용하는 CCR5에 돌연변이를 일으키는 방법으로 치료를 받아 좋은 예후를 얻었다고 보고했다.
겸상 적혈구 빈혈(Sickle Cell Disease)에 대한 임상은 2014년 시작되었는데, 이에 대한 이점과 위험성을 알기 위해 높은 수준의 무작위 통제 임상을 통해 접근할 필요가 있다.
2015년 2월, 베타 지중해성 적혈구 빈혈병의 치료제로, 환자들이 수혈을 하지 않아도 될 정도로 병을 호전시켜 식약청으로부터 획기적인 신약이라는 평가를 받은 LentiGlobin BB305가 임상에 들어갔다.
3월, 연구자들은 유인원 HIV에 감염된 원숭이들에 중화 항체(Neutralizing Antibody)를 암호화하는 재조합 유전자를 투여하여 이들의 세포가 항체를 만들어 HIV를 제거한다는 결과를 보고했다. 이 기술은 유전자 전달을 통한 면역학적예방법(Immunoprophylaxis)으로 불리게 되었다. 현재는 에볼라, 말라리아, 인플루엔자 그리고 간염에 대한 항체 실험이 실험동물 수준에서 이루어지고 있다.
3월, 유전자 가위 CRISPR을 발명한 제니퍼 다우드나(Jennifer Doudna)를 포함한 과학자들은, "과학자들은 과학 및 정부 기관들 사이에서 유전자 치료의 영향이 완벽하게 논의 될 때까지 인간은 임상적 응용을 위한 생식세포의 유전체 변형을 낮은 수준에서 시도하지 않아야한다"며 생식세포의 유전자 치료에 대해 전세계의 모라토리움을 촉구했다.
10월, 연구자들은 급성 림프성 백혈병으로 거의 죽음에 가까웠던 라일라 리차즈(Layla Richards)라는 소녀의 공여 T 세포(donor T-cell)을 TALEN을 이용하여 유전적으로 변형시켜 암세포를 공격하게 하는 치료를 진행했다고 보고했다. 이 치료를 받은 이후 1년동안 그는 급성 림프성 백혈병으로부터 자유로웠다.
12월, 과학자들은 CRISPR-Cas9 기술을 포함하는 인간의 유전체 편집에 대한 모라토리움을 주장했다. 하지만 이들은 배아 유전자 편집을 포함하는 기초과학 연구는 지속되어야한다고 주장했다.
2016년 4월, Medicinal Products for Human Use of the European Medicines Agency의 집행부는 유전자 치료제인 Strimvelis의 승인을 지지했으며, 유럽연합 집행위원회는 6월에 이를 승인하였다. 이 치료제는 ADA-SCID를 치료하는 데에 사용되는 유전자 치료제로 유럽에서 허가된 두번 째 유전자 치료제이다.
10월, 중국의 과학자들은 CRISPR-Cas9을 이용하여 폐암을 앓는 10명의 환자의 T 세포가 암세포를 공격할 수 있도록 Programmed cell death protein 1(PD-1)를 암호화하는 유전자를 제거하여 다시 주사하는 방법으로 환자들을 치료하였다.
2016년 Cochrane systematic review는 낭포성 섬유증 막통과전도도 조절자(topical cystic fibrosis transmembrane conductance regulator, CFTR)유전자 치료에 대한 4번의 시험에서, 유전자 치료가 낭포성 섬유증 환자를 치료하기 위해 사용되는 스프레이 만큼의 효과를 보이지 못한다고 판단했다. 4번 중 한 번의 시험에서 리포솜을 이용한 CFTR 유전자 치료가 약간의 호흡 개선을 유도할 수 있을 것이라는 미미한 가능성을 보여주었다. 이 미미한 가능성은 CFTR 유전자 치료를 임상적으로 추천하는 근거가 되기엔 턱없이 부족하다.
2017년 2월, 카이트 파마(Kite Pharma)는 수백명의 비호치킨 림프종(Non-Hodgkin lymphoma) 환자를 CAR-T 세포를 이용해 치료에 성공했다고 보고했다.
3월, 프랑스의 과학자는 겸형 적혈구 빈혈을 치료하기 위해 유전자 치료의 임상 연구를 진행하고 있음을 보고했다.
8월, 미국 식약청은 급성 림프성 백혈병의 치료제인 Tisagenlecleucel을 승인했다. Tisagenlecleucel은 B 세포 급성 림프성 백혈병을 입양세포 이식(adoptive cell transfer)을 통해 치료한다. 암을 가진 환자의 T 세포를 추출하여 암에 반응하는 T 세포 수용체를 만들도록 유전적으로 변형시켜 다시 환자에게 넣어주면 이 유전적으로 변형된 T 세포는 B 세포 표면의 CD19를 감지할 수 있다. 이 치료제는 미국에서 첫번 째로 승인된 유전자 치료제이다. 10월에는 이와 비슷한 치료제로, 비호치킨 림프종을 치료하는 axicabtagene ciloleucel의 사용을 승인했다.
11월, 아데노 바이러스를 이용한 새로운 개념의 유전자 치료가 보고되었다. 일반적으로는 원하는 유전자를 넣어주는 단순한 방식으로 유전자 치료가 연구되어왔는데, 이 치료에서는 유전자 가위인 CRISPR을 이용하여 특정 유전자의 스위치 역할을 할 수 있는 유전자 프로모터 근처를 잘라 해당 세포가 원하는 유전자를 만드는 공장의 역할을 할 수 있게 했다. 쉽게 말하면, 기존의 유전자 치료는 유전자를 넣어주는 수준이었지만, 이 임상에서는 유전자를 넣어줄 뿐 아니라 유전자가 더 많이 발현할 수 있도록 하는 방법을 치료에 포함했다는 것이다. 이러한 방법을 통해 해당작용에 관여하는 효소의 부족으로 인한 발달지체, 장기부전, 뇌손상, 조기 사망 등을 일으키는 헌터 증후군을 치료하였다. 하지만 2018년 5월 기준으로, 예후를 보는 것은 조금 더 시간이 필요할 것으로 보인다.
12월, 아데노 바이러스를 이용하여 혈액 응고인자-7(blood clotting factor VIII)를 도입하여 9명의 혈우병 환자를 치료한 결과가 보고되었는데, 고농도 요법을 받은 7명의 환자 중 6명에서 혈액 응고인자-7의 수치가 정상 수준으로 회복되는 것이 관찰되었다. 중간 이하의 낮은 농도의 요법에서는 환자들의 유의미한 혈액 응고능력 향상이 발견되지 않았다.
12월, 미국 식약청은 첫 체내 유전자 치료제이자, Leber 병(Leber's congenital amaurosis)에 의한 실명 치료제인 Luxturna를 승인했다. 양쪽 눈의 치료를 위해 드는 돈은 85만 달러(한화 약 9억원)이다. 쥐뿐 아니라 인간에서도 난청을 일으키는 DFNA36 유전자 돌연변이를 CRISPR 유전자 편집 기술을 통해 치료할 수 있음이 쥐 실험에서 보고되었다.

## 사용 전망

### 불임
유전자 치료 기술은 불임을 가진 사람들의 고민을 해결해줄 수 있을 것이다. 최근에는 쥐의 수준에서 CRISPR을 통한 유전자 치료가 불임을 개선해줄 수 있다는 연구결과가 보고되었다. 다른 개체로부터 정자를 형성하는 줄기세포를 추출해 불임인 수컷 쥐에게 이식하자 이들은 다시 정자를 만들 수 있는 능력을 가지게 되었고, 불임을 해결할 수 있었다.

### 유전자 도핑
운동 선수들은 유전자 치료를 통해 그들의 기량을 향상시킬 수 있다. 유전자를 이용해 운동능력의 향상이 발생하는 지에 대해서는 알려지지 않았으나, 여러 가지 유전자 치료는 효과를 낼 수도 있다.

### 인간 유전공학
유전공학은 질병을 치료하는 것 뿐만 아니라 외모, 대사의 변화를 비롯한 기억력과 지능을 포함하는 신체적, 정신적 능력의 향상에 이용될 수 있다. 생식세포의 유전체를 변형하는 것에 대해, 태아는 유전적으로 변형되지 않은 채로 태어날 권리를 가진다는 주장, 부모는 자신의 자녀의 유전자를 선택할 권리가 있다는 주장, 모든 아이들은 예방이 가능한 모든 질병으로부터 자유로울 권리가 있다는 주장 등 서로 다른 주장이 존재한다.
완전히 철폐한다거나, 모두에게 제공한다거나 스스로 알아서 하게 하는 등의 방법들이 있다. 미국 의학 협회의 윤리 및 사법위원회는 특정 형질을 강화하는 유전자 조작은 엄격하게 제한된 상황에서만 허용이 고려되어야 한다고 주장했는데, 이는 첫 번째로 태아나 어린이에게 명확하고 의미 있는 혜택을 주는 경우, 두 번째로 다른 특성과 절충이 없는 경우, 마지막으로 소득이나 다른 사회 경제적 특성에 관계없이 유전 기술에 동등하게 접근 할 수 있는 경우이다.
1990년대 생명공학 발전의 초기부터 인간의 생식세포의 유전체를 변형시켜서는 안된다는 주장이 있었고, 기술이 발전함에 따라 우려의 목소리는 계속 나왔다. CRISPR과 같은 최신 기술의 도래에 따라 앞서 언급한 것과 같이 2015년에는 과학자들이 인간의 생식세포 유전체 변형에 대한 모라토리움을 열기도 했고, 2015년 4월에는 생존이 불가능한 인간의 배아의 유전체를 CRISPR을 통해 편집해도 되는 지에 대한 논쟁을 벌이기도 했다. 미국 국립 과학 아카데미와 국립 의학 아카데미 위원회는 유전체 편집에 의한 안정성과 효능이 보장되어 있다면, 편집 대상이 심각한 상황에 처해있고 엄격하게 통제가 가능한 경우에만 인간의 유전체 편집을 지지한다고 밝혔다.

## 고려할 점
이론적으로는 인간과 다른 동물에게 유전자를 주입하는 것에는 큰 차이가 없다. 그러나 여기에는 복잡한 윤리적 그리고 기술적 문제점이 따른다. 따라서 형질이 전환된 인간을 만들 수는 없으므로 더 효과적인 유전자 주입 방법을 강구하기 위한 연구가 개발되어야 한다.
뿐만 아니라 열성 유전병과 우성 유전병을 치료하는 방법에는 기본적인 기술적 차이점이 있다. 열성 유전병은 특정 생성물의 결핍에 의해 나타나기 때문에 온전한 생성물 유전자를 생물체에 주입하면 된다. 이와 달리 우성 유전병의 경우에는 결함 유전자를 정상 상태로 전환시키거나 또는 비활성화시켜야 한다.

## 참고 문헌
- Ricki Lewis 외, 《LIFE》, 6th Ed., Mc Graw Hill(2009)[쪽 번호 필요]
- 이은희, 《하리하라의 몸 이야기》, 1st Ed., 해나무(2014):311